# تیوبتیوو
تیوبتیوو (به لاتین: Tyubeteyevo) یک منطقهٔ مسکونی در روسیه است که در باشقیرستان واقع شده‌است.